# Enrique II de Baden-Hachberg
Enrique II, margrave de Baden-Hachberg (antes de 1231-h. 1297/1298) fue el margrave que gobernó Baden-Hachberg desde 1231 hasta 1289.

## Vida
Enrique II era el hijo mayor del margrave Enrique I de Baden-Hachberg y su esposa, Inés, una hija del conde Egino IV de Urach. En 1231, sucedió a su padre como margrave de Baden-Hachberg. Puesto que era menor de edad en aquella época, inicialmente estuvo bajo la custodia de su madre. Fue el primero de su línea de la Casa de Zähringen en llamarse a sí mismo Margrave de Hachberg. En 1232, adquirió el señorío de Sausenburg a la Abadía de St. Blasien. Poco después, construyó el castillo de Sausenburg, que es mencionado por vez primera en 1246.
Tuvo disputas con los gobernantes espirituales de la zona y con los condes de Friburgo sobre los complicados derechos y privilegios que tenían (o pretendían tener) cada uno sobre las posesiones del otro. En 1250, algunas posesiones imperiales y de los Hohenstaufen quedaron disponibles para ser cogidas después de que muriera el emperador Federico II Hohenstaufen. Enrique II cogió algunas de estas tierras y logró redondear su territorio.
Durante varios años, apoyó al conde Rodolfo de Habsburgo en sus disputas contra los obispos de Basilea y Estrasburgo. En 1273, ayudó a Rodolfo en su campaña para convertirse en Rey de Romanos. También apoyó a Rodolfo en su disputa contra la rama principal de los margraves de Baden. Durante la guerra contra Bohemia, Enrique II compartió del lado imperial en la decisiva Batalla de Marchfeld.
Fue mecenas de los monasterios de Tennenbach y Adelhausen (Friburgo).
Enrique II abdicó en 1289 y militó con los Caballeros Teutónicos.

## Matrimonio y descendencia
Enrique II se casó con Ana, una hija del conde Rodolfo II de Üsingen-Ketzingen. Tuvieron los siguientes hijos:
- Enrique III, su sucesor como margrave de Baden-Hachberg
- Rodolfo I, el primer margrave de Hachberg-Sausenberg
- Federico, que también militó con los Caballeros Teutónicos
- Verena, casada con Egino I, conde de Fürstenberg
- Germán I, militó con los Caballeros Hospitalarios
- Cunegunda, monja en Adelhausen (Friburgo)
- Inés, casada con Walter de Reichenberg
- Isabel, también monja en Adelhausen (Friburgo).